# Psyllaephagus garuga
Psyllaephagus garuga is een vliesvleugelig insect uit de familie Encyrtidae. De wetenschappelijke naam is voor het eerst geldig gepubliceerd in 2011 door S. Singh.